# Aeroportul Matsu Nangan
Aeroportul Matsu Nangan (IATA: LZN, ICAO: RCFG) este un aeroport din 南竿鄉⁠(d), 連江縣⁠(d), 福建省⁠(d), Taiwan ce deservește zona 南竿鄉⁠(d). Aeroportul a fost tranzitat în decembrie 2020 de 24.604 pasageri. A fost numit după Nangan Island⁠(d).
Situat la o altitudine de 71 m, aeroportul dispune de 1 pistă.

## Infrastructură

### Piste
Aeroportul dispune de o singură pistă. Pista 03/21 are suprafața de beton și dimensiunile 1.579 m × 30 m. 